# Smiřické svátky hudby
Smiřické svátky hudby je hudební festival různých žánrů hudby.
U zrodu festivalu v roce 2004 stál hradecký rodák, houslový virtuos Jaroslav Svěcený spolu se smiřickým starostou Lubošem Tuzarem. O rok dříve Jaroslava Svěceného do Smiřic přivedl bývalý ředitel základní umělecké školy, který byl v učení u houslistova dědečka. Akce se každoročně koná ve východočeském městě Smiřice.

## Charakteristika
Festival byl původně pouze velikonoční akcí. 
Festivalovou dramaturgii do roku 2019 vytvářel Jaroslav Svěcený jakožto umělecký ředitel. Od roku 2020 získal s novým vedením novou časovou, de facto celoroční podobu: jarní, open air, podzimní a vánoční. Rozšířil se také počet míst, na nichž se akce koná.

## Místo konání
Smiřické svátky hudby od roku 2020 jsou celoroční projekt s působností na více místech. Hlavním místem konání je od začátku kaple Zjevení Páně. Od roku 2021 se nově koncerty pořádají ve spolupráci majitelů zámku Castle Stracov s.r.o. také na vnitřním nádvoří hlavní budovy smiřického zámku i na velkém nádvoří u kaple. Třetím místem konání se stal kulturní dům Dvorana.

## Hostující umělci
Hostující umělci se každoročně mění. V letech 2009 až 2018 byl hostem festivalu také zahraniční interpret, festival tudíž dostal přídomek mezinárodní.
Mezi hudebníky, kteří na festivalu vystoupili, například patří: 
- houstlistka Dana Vlachová, harfenistka Kateřina Englichová, violencellista Jiří Bárta, sopranistka Gabriela Beňačková, 3. ročník (2006)[6]
- sopranistka Ludmila Vernerová, hudební skupina Blue Efect, 7. ročník (2010)[4]
- violista Rodney Friend, Symfonický orchestr Českého rozhlasu, Filharmonie Hradec Králové, 10. ročník (2013)[7]
- houstlistka Julie Svěcená, varhaník Jiří Popelka, nebo klavírista Václav Mácha, 12. ročník (2015)[1]
- violistka Jitka Hosprová[7], zpěvačka Dagmar Zázvůrková, nebo komorní orchestr Virtuosi Pragenses, 13. ročník (2016)[1]
- slovenská mezzosopranistka Eva Garajová, sopranistka Petra Froese, česká operní pěvkyně, sopranistka Markéta Mátlová, 14. ročník (2017)[8]
- kontrabasista Vít Švec, flétnistka Magdalena Tůmová Bílková, kytarista Lubomír Brabec, 15. ročník (2018)[1]
- houslista Martin Kos, slovenský operní pěvec Gustáv Beláček, akordeonista Ladislav Horák, 16. ročník (2019)[1]
- barytonista Filip Bandžak, varhanice Zuzana Němečková, kapela Gramofon, 17. ročník (2020)[1]
- vibrafonista Radek Krampl, zpěvák Kamil Střihavka s jeho kapelou The Leaders!, 18. ročník (2021)[1]
- klavíristka Lucie Tóth, kytarista Jiří Švehla, zpěvačka Bára Basiková, 19. ročník (2022)[1]
- trumpetista Vladimír Rejkl, sopranistka Hana Jonášová, komorní orchestr Musica Lucis Praga, 20. ročník (2023)[1]

Osobnosti, které vystupovaly na festivalu: 
- Bára Munzarová, 12. ročník (2015)[1]
- Hana Maciuchová, 13. ročník (2016)[1]
- Zdeňka Žádníková Volencová, Miroslav Táborský, Alfréd Strejček, 14. ročník (2017)[8]
- Tomáš Töpfer, 15. ročník (2018)[1]
- Daniela Písařovicová, 17. ročník (2020)[1]